# José Resende
José de Moura Resende Filho (* 2. Januar 1945 in São Paulo) ist ein brasilianischer Bildhauer.

## Leben und Werk
José Resende arbeitete 1964 im Büro des Architekten Paulo Mendes da Rocha. Von 1963 bis 1965 war er ein Schüler von Wesley Duke Lee (1931–2010), der ihn im Zeichnen unterrichtete. Resende gehörte zu den Gründern der Künstlergruppe Grupo Rex (1966) und des Centro de Experimentação Artística Escola Brasil (1970). 1967 erlangte er den Studienabschluss für Architektur an der Mackenzie Presbyterian University in São Paulo. Grafik und Techniken der Druckgrafik studierte er an der Fundação Armando Alvares Penteado und schloss 1981 seine Studien mit dem Master an der Fakultät für Geschichte an der Universidade de São Paulo ab. Resende wurde als Professor an die University of São Paulo, die Fundação Armando Alvares Penteado und die Mackenzie Presbyterian University berufen. Von 1976 bis 1986 lehrte er zudem als Professor an der Fakultät für Architektur und Städtebau der Pontifícia Universidade Católica de Campinas. 1984/1985 hielt er sich mit Hilfe eines Guggenheim-Stipendiums in New York auf. Er war Mitherausgeber der Kunstzeitschriften Malasartes (1975) und  A Parte do Fogo (1980). Zeitweilig war er mit der Künstlerin Jac Leirner verheiratet.
Resende zählt zu den vielseitigsten zeitgenössischen Bildhauern Brasiliens. Neben Materialien wie Stahl, Stein und Holz setzt er auch ungewöhnlichere Stoffe ein, darunter feste (z. B. Gummi, Leder, Filz, Glas, Kupfer, Aluminium) und flüssige (z. B. Quecksilber, Sepiatusche, Öl, Wasser). Seine Werke tragen meistens keinen Titel („Sem título“), erscheinen formal sehr unterschiedlich, einfach und anonym. Durch Verbiegen und Drehen erreichen sie oft einen spannungsreich-instabilen Zustand, erwecken den Eindruck von Bewegung und weisen kontextbezogene, raumgestaltende Eigenschaften auf. Selten finden sich figurale Elemente. Eine Reihe seiner Werke befinden sich im öffentlichen Raum (São Paulo, Rio de Janeiro).

## Werke im öffentlichen Raum (Auswahl)

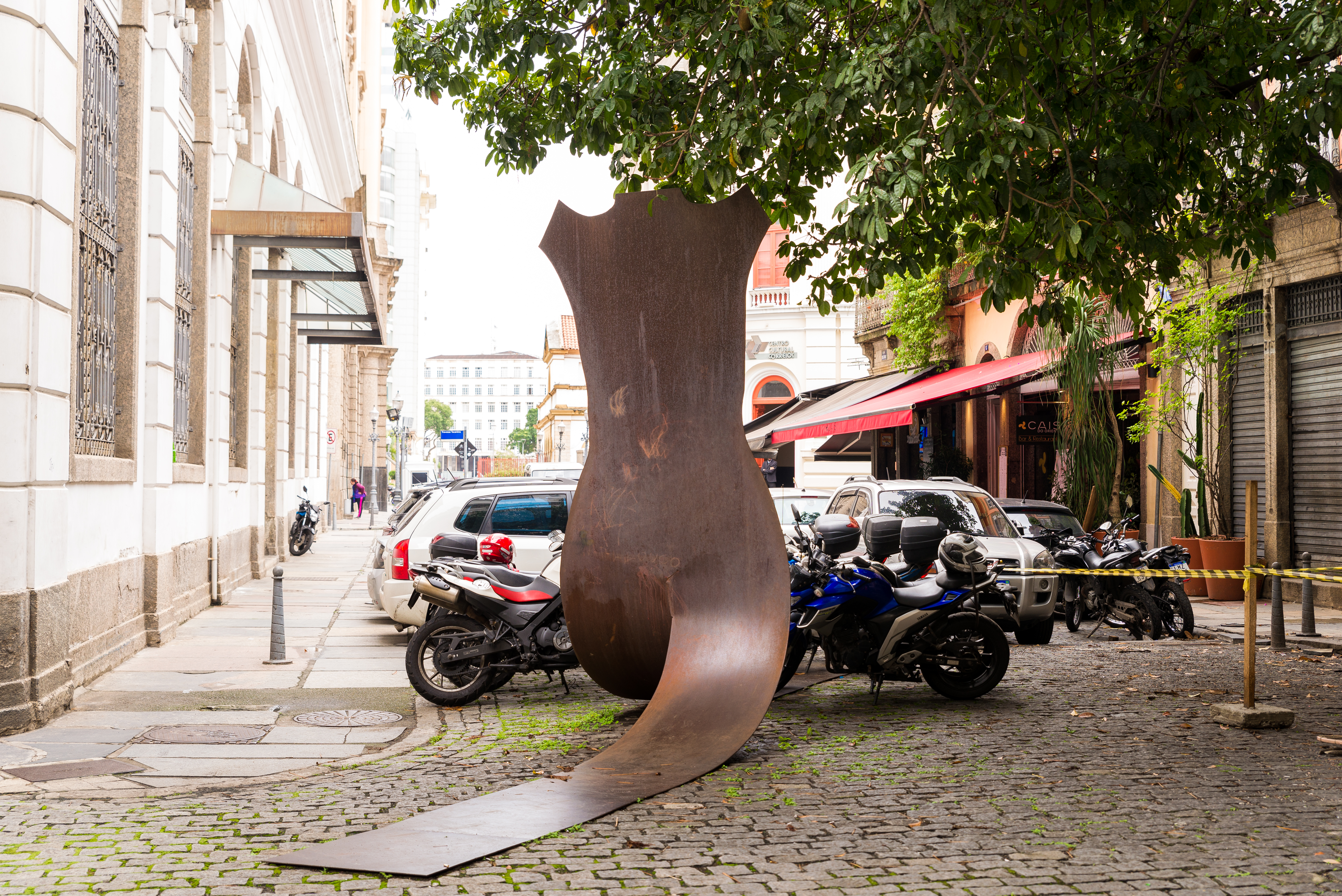
Vénus reclinada in Rio de Janeiro

- Sem titulo, 1979, Praça da Sé, São Paulo
- Vénus reclinada, 1991, Rua do Rosário, Rio de Janeiro
- Passante, 1995, Largo da Carioca, Rio de Janeiro
- Tartaruga, 2008, Ecke Rua Visconde de Itaboraí- und Rua Rosário, Rio de Janeiro

## Ausstellungen (Auswahl)
- 1967, 1983, 1989, 1998:  Biennale von São Paulo,  São Paulo
- 1980: Biennale de Paris, Paris
- 1988: Biennale di Venezia, Venedig
- 1992: documenta IX, Kassel
- 1999: Brazil 500 – Rediscovery Exhibition Museum of Modern Art, New York
- 2001, 2004: Mercosul Biennial

## Auszeichnungen (Auswahl)
- 1984: Guggenheim-Stipendium
- 1988, 1996: Preis für beste Skulptur der Associação Paulista de Críticos de Arte, São Paulo